# Zemský okres Coesfeld
Zemský okres Coesfeld (německy Kreis Coesfeld) je zemský okres v německé spolkové zemi Severní Porýní-Vestfálsko, ve vládním obvodu Münster. Sídlem správy zemského okresu je město Coesfeld. Má přibližně 220 tisíc obyvatel. 

## Města a obce
| Města: 1. Billerbeck 2. Coesfeld 3. Dülmen 4. Lüdinghausen 5. Olfen | Obce: 1. Ascheberg 2. Havixbeck 3. Nordkirchen 4. Nottuln 5. Rosendahl 6. Senden |